# Poul G. Mortensen
Poul G. Mortensen (født 9. maj 1922 i Visborg, død 5. juli 1980 i Hadsund) var en dansk murer og politiker. Han var medlem af Folketinget valgt for Socialdemokratiet fra 1973 til 1977 og igen fra 1978 til sin død i 1980.
Mortensen var søn af arbejdsmand Anton Mortensen og Nielsine Dorthea Mortensen og voksede op i små kår i en søskendeflok på 11. Han blev tjenestedreng på landet som 11-årig og var allerede politisk aktiv som 13-årig ved folketingsvalget 1935. Mortensen gik på Håndværkerhøjskolen 1941-1942 og var udlært murer.
Han blev valgt til Hadsund Sogneråd som 36-årig og var sognerådsformand 1965-1970. Han fortsatte i kommunalbestyrelsen i Hadsund Kommune efter kommunalreformen i 1970 og var viceborgmester i kommunen ved sin død.
Mortensen havde også række tillidserhverv i Hadsund og omegn:
- Formand for Hadsund Boldklub 1953-68
- Formand for boligselskabet Lejerbos Hadsund afdeling fra 1962
- Formand for Børneværnet i Hadsund fra 1965
- Medlem af bestyrelsen og næstformand i Murernes Fagforening Hadsund afdeling fra 1958
- Medlem af bestyrelsen for Hadsunds Erhvervsråd fra 1960
- Medlem af bestyrelser for Hadsund Erhvervsbygninger fra 1960
- Medlem af repræsentantskabet for Nordjyllands Erhvervsråd fra 1965
- Vurderingsformand i Hadsund Kommune fra 1958
- Medlem af skyldrådet for Nordjyllands Amts Søndre Skyldkreds fra 1960
- Næstformand i Hadsund Elværk fra 1971

Han blev folketingskandidat for Socialdemokratiet i Hobrokredsen i 1972 og valgt til Folketinget ved jordskredsvalget i 1973 og genvalgt i valget i 1975. Han opnåede ikke genvalg ved folketingsvalget i 1977, men indtrådte alligevel i Folketinget i valgperioden den 1. februar 1978 som afløser for Orla Møller som havde nedlagt sit nedlagt. Ved det næste valg i 1979 blev han igen valgt direkte til Folketinget. I 1977 var Mortensen ved tre lejligheder midlertidigt folketingsmedlem: to gange som stedfortræder for Orla Møller og en gang som stedfortræder for Poul Dalsager.
Mortensen døde 5. juli 1980 som 58-årig af strubekræft efter et langt sygeforløb. Ole Stavad overtog pladsen i Folketinget efter hans død. Mortensen ligger begravet på Hadsund Kirkegård.